# Antonio Padovani
Antonio Padovani (fl. XX secolo) è stato un calciatore italiano, di ruolo attaccante.

## Carriera
Con la Virtus Bologna disputa 4 gare nel campionato di Prima Divisione 1922-1923.